# Brzozów (gromada)
Brzozów – dawna gromada, czyli najmniejsza jednostka podziału terytorialnego Polskiej Rzeczypospolitej Ludowej w latach 1954–1972.
Gromady, z gromadzkimi radami narodowymi (GRN) jako organami władzy najniższego stopnia na wsi, funkcjonowały od reformy reorganizującej administrację wiejską przeprowadzonej jesienią 1954 do momentu ich zniesienia z dniem 1 stycznia 1973, tym samym wypierając organizację gminną w latach 1954–1972.
Gromadę Brzozów z siedzibą GRN w Brzozowie (obecnie są to trzy wsie: Brzozów Stary, Brzozów Nowy i Brzozów A) utworzono – jako jedną z 8759 gromad na obszarze Polski – w powiecie sochaczewskim w woj. warszawskim, na mocy uchwały nr VI/10/4/54 WRN w Warszawie z dnia 5 października 1954. W skład jednostki weszły obszary dotychczasowych gromad Brzozowiec, Brzozów, Brzozówek, Brzozów Nowy i Brzozów Stary ze zniesionej gminy Iłów oraz obszary dotychczasowych gromad Sadowo, Sewerynów i Wieniec ze zniesionej gminy Rybno w tymże powiecie. Dla gromady ustalono 14 członków gromadzkiej rady narodowej.
31 grudnia 1959 do gromady Brzozów przyłączono obszar zniesionej gromady Wszeliwy w tymże powiecie (bez wsi Załusków Parcele).
31 grudnia 1961 do gromady Brzozów włączono wsie Giżyce, Giżyczki, Henryków i Piotrów ze zniesionej gromady Wężyki w tymże powiecie.
Gromada przetrwała do końca 1972 roku, czyli do kolejnej reformy gminnej.